# Andri Snær Magnason
Andri Snær Magnason (født 14. juli 1973 i Reykjavik) er en islandsk forfatter og miljøaktivist, der var kandidat ved præsidentvalget i 2016.
Andri Snær Magnason kommer fra en lægefamilie, hvor både hans forældre og søskende har arbejdet inden for sygehusvæsenet. Han er student fra Menntaskólinn við Sund og tog en bachelorgrad i islandsk litteratur fra Islands Universitet i 1997.
Hans første udgivne værk var Ljóðasmygl og skáldarán i 1995, derefter Bónusljóð og Engar smá sögur. Han skrev børnebogen Sagan af Blái hnötturinn (Historien om den blå planet), der er oversat til tolv sprog. Bogen LoveStar udkom i 2002 og i 2006 udgav han Draumalandið - sjálfshjálparbók handa hræddri þjóð (Drømmeland) om ødelæggelsen af det islandske højland.
Det islandske band Múm skrev et soundtrack til Blái hnötturinn, baseret på bogen af samme navn.

## Værker

### Bøger
- Ljóðasmygl og skáldarán (1995)
- Bónusljóð (1996)
- Engar smá sögur (1996)
- Sagan af bláa hnettinum (1999), (Historien om den blå planet, 2000)
- LoveStar (2002)
- Bónusljóð 33% meira (2003)
- Draumalandið - sjálfshjálparbók handa hræddri þjóð (2006), (Drømmeland, 2009)
- Tímakistan (2013), (Tidskisten, 2016)
- De underjordiske krokodiller i Aarhus (2017), digtsamling
- Um tímann og vatnið, 2019 (Tiden og vandet, 2020) - (nomineret til Nordisk Råds litteraturpris 2021)

### Skuespil
- Náttúruóperan - LFMH 1999
- Blái hnötturinn - Þjóðleikhúsið 2001
- Hlauptu Náttúrubarn - Útvarpsleikhúsið 2001
- Úlfhamssaga - Hafnarfjarðarleikhúsið/og anden scene 2004
- Eilíf Hamingja - i samarbejde med Þorleifur Arnarson - Borgarleikhúsið/ Lifandi Leikhús
- Eilíf Óhamingja - i samarbejde med Þorleifur Arnarson - Borgarleikhúsið/ Lifandi Leikhús 2009

### Musik
- Raddir, Smekkleysa/Árni Magnusson-instituttet 1998
- Flugmaður - cd med Múm - Leiknótan 1999

### Film
- Draumalandið (dokumentarfilm), instrueret af Þorfinnur Guðnason. Ground Control Productions 2009.